# Черевички (фільм, 1944)
«Черевички» — радянський чорно-білий художній фільм-опера, створений на Центральній Об'єднаній кіностудії художніх фільмів (ЦОКС) в 1944 році режисерами Михайлом Шапіро, Надією Кошеверовою. Екранізація однойменної опери Петра Чайковського, лібрето якої написано відомим поетом Яковом Полонським за мотивами повісті Миколи Гоголя «Ніч перед Різдвом». Прем'єра фільму відбулася 21 квітня 1945 року.

## Сюжет
Солоха, мати коваля Вакули, у його відсутність приймає гостей: біса, Голову, Дяка і Чуба — батька Оксани. Гості ховаються у мішки, а засмучений Вакула, що повернувся від примхливої красуні Оксани, вирішує навести в хаті порядок. Він виносить мішки на вулицю, де весело колядують парубки і дівчата, серед яких і Оксана. Вона просить коваля дістати їй черевички, які носить сама цариця. Вакула сідає верхи на біса, мчить в царський палац і просить у імператриці черевички. Тим часом жителі Диканьки виявили, що Вакула пропав. Оксана шкодує, що так обійшлася з ним. Отримавши від Вакули цінний подарунок, Оксана погоджується на шлюб.

## У ролях
- Григорій Большаков — Вакула
- Лілія Гриценко — Оксана
- Софія Големба — Солоха
- Георгій Гумільовський — біс
- Максим Михайлов — Чуб
- Микола Панчехін — Голова
- Микола Чесноков — дяк
- Ольга Жизнєва — Катерина II
- Андрій Іванов — епізод

## Знімальна група
- Композитор — Петро Чайковський опера «Черевички»
- Автор сценарію — Михайло Шапіро, Надія Кошеверова
- Режисер — Михайло Шапіро, Надія Кошеверова
- Оператор — Євген Шапіро
- Художник — Євген Єней
- Звукооператор — Ілля Вовк
- Комбіновані зйомки: 
 Оператор — Борис Горбачов
- Художник — Вульф Агранов
- Монтаж — Берта Погребинська